# Basilika St. Patrick (Fremantle)

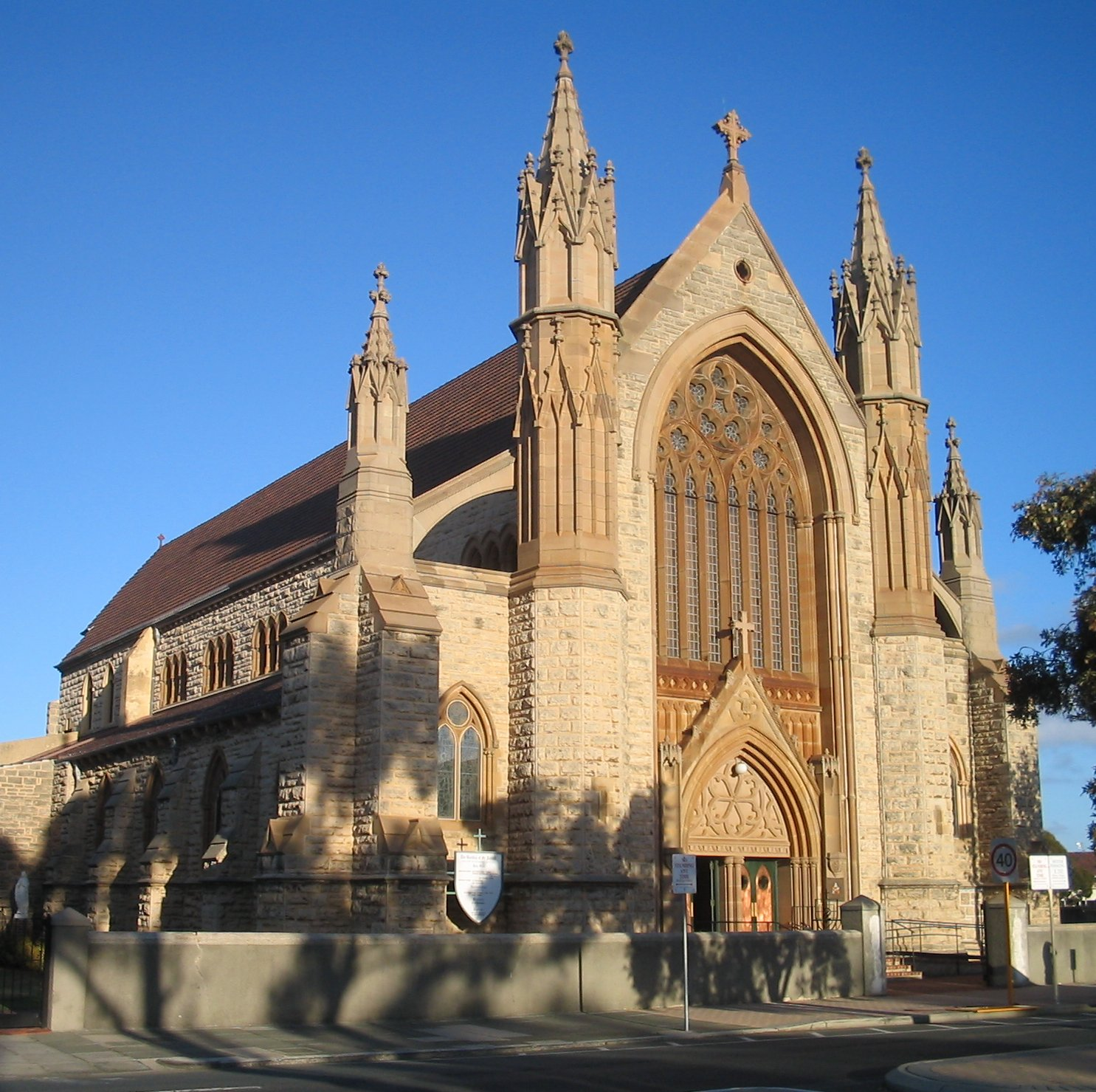
Nordansicht von St. Patrick

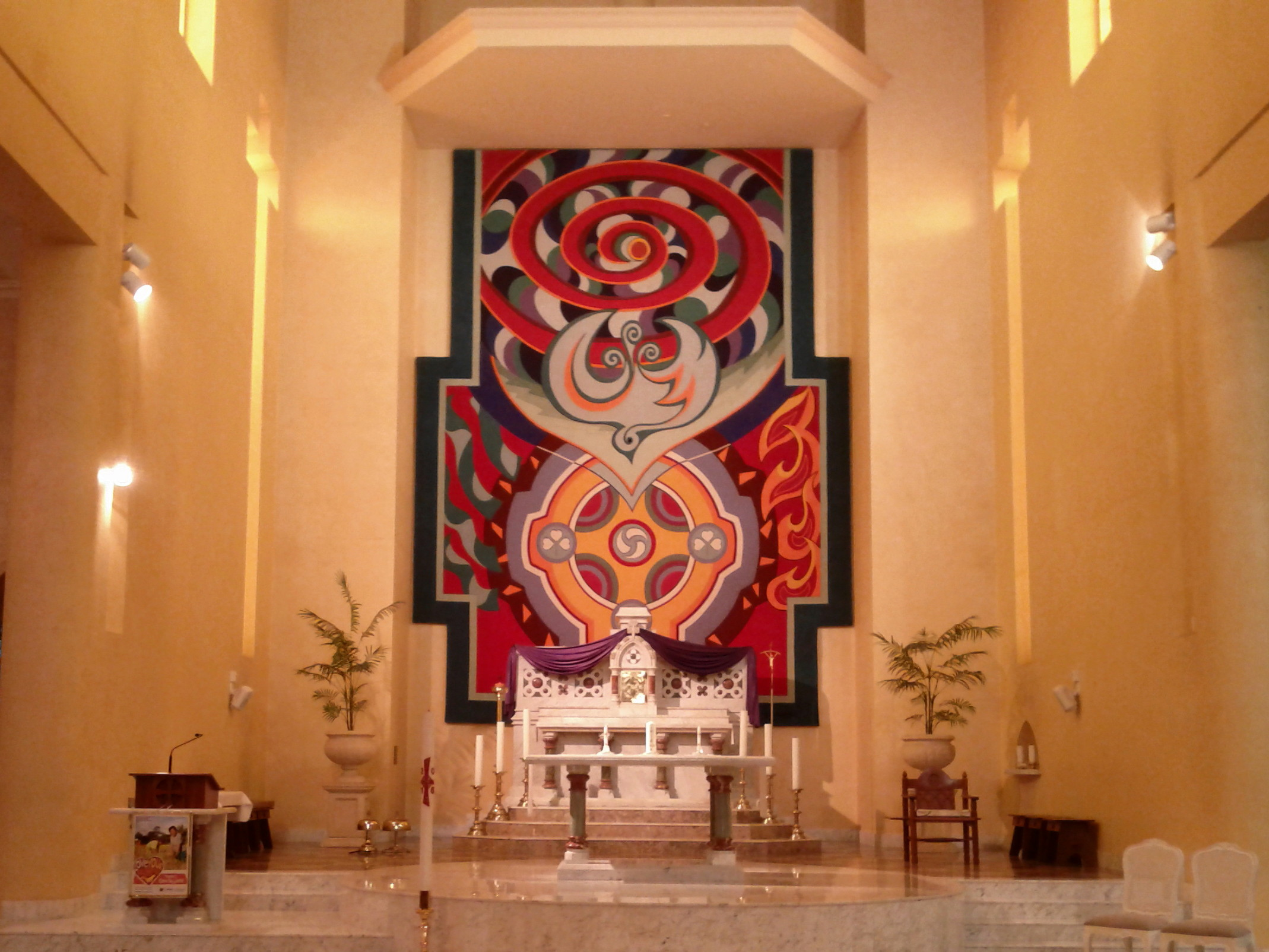
Choransicht

Die Basilika St. Patrick ist eine römisch-katholische Pfarrkirche in der Hafenstadt Fremantle in Western Australia. Die dem heiligen Patrick von Irland gewidmete Kirche gehört zum Erzbistum Perth und trägt den Titel einer Basilica minor.

## Geschichte
Die Pfarrei St. Patrick wurde um 1850 gegründet. Im Jahre 1894 kamen die Oblaten der Unbefleckten Jungfrau Maria aus Irland nach Australien und erhielten die Pfarrei zur Betreuung. Sie richteten hier ihre erste Niederlassung in Australien ein. Die heutige Kirche wurde durch den Architekten Michael Cavanagh in neugotischen Stil entworfen. Die Grundsteinlegung erfolgte am Saint Patrick’s Day 1898. Das Kirchenschiff wurde am 3. Juni 1900 eröffnet. Der Entwurf integriert ein Kirchenschiff mit Gängen und Lichtgaden, einem Querschiff und eine breite und geräumige Apsis. Am 24. April 1960 wurde ein angepasster Chor eröffnet.
Die Kirche wurde am 20. Juli 1994 durch Papst Johannes Paul II. in den Rang einer Basilica minor erhoben. Die Kirche ist seit 1996 zusammen mit dem Pfarrhaus ein geschütztes Baudenkmal.

## Orgel
Die heutige Orgel wurde 1988 bis 1990 von der australischen Orgelbaufirma Bellsham erstellt. Dabei wurden einige Bauteile der Bishop-Orgel von 1895 weiterverwendet. Sie integriert die geteilte Großorgel in der Westgalerie mit einer zusammenhängenden Zwillingsorgel im Südquerschiff.
Dieses Instrument wurde von der South Island Organ Company aus dem neuseeländischen Timaru umfassend umgebaut und erweitert. Die Arbeit wurde Ostern 1998 abgeschlossen und stellt die größte Pfarrkirchenorgel in Australasien dar.